# Jungla
 (décembre 2021).
Si vous disposez d'ouvrages ou d'articles de référence ou si vous connaissez des sites web de qualité traitant du thème abordé ici, merci de compléter l'article en donnant les références utiles à sa vérifiabilité et en les liant à la section « Notes et références ».
Jungla, la « vierge africaine », est une série de bande dessinée italienne (ou fumetti) ainsi que le nom du personnage principal de la série, publiée en Italie de 1968 à 1971 et en France de 1970 à 1973.
Jungla est une jeune fille blanche élevée dans la jungle où elle vit des aventures « à la Tarzan ». Outre la protection des tribus et animaux de la jungle contre les trafiquants de tout poil, son principal souci est la préservation de sa virginité. Tatoo, un esprit africain, lui vient d'ailleurs en aide tant qu'elle conserve son pucelage. Quand Jungla perd sa « pureté » avec un mercenaire qu'elle a sauvé et qui la remercie « en nature », Tatoo lui retire sa protection et Jungla passe tous les derniers épisodes à se faire violer avant de trouver finalement l'amour avec un nouvel amant.
Née d'après une idée de Renzo Barbieri, Jungla eut Paolo Trivellato pour scénariste. Parmi les dessinateurs, parfois anonymes, il faut citer Stelio Fenzo, Mario Cubbino ou Floriano Bozzi.
La parution en France de Jungla fut très erratique : l'éditeur Elvifrance dut affronter plusieurs passages en commission de censure et dut se résoudre à censurer certaines planches et à publier les épisodes dans un certain désordre.